# 风流世家
《风流世家》（英語：Anthony Adverse）是一部1936年美国古装片，默文·勒罗伊执导。该片由谢里登·吉布尼编剧，由赫维·艾伦的同名小说改编。影片讲述一丧母的富翁之子安东尼（弗雷德里克·马奇）与厨娘之子安琪拉（奥丽维亚·德哈维兰）相恋，可后来被拆散的悲剧故事。该片曾获4项奥斯卡奖。